# Arab Gulf Cup Football Federation
Die Arab Gulf Cup Football Federation (AGCFF, deutsch: Arabische Golf Pokal Fußball Föderation) ist ein Fußballverband für acht Anrainerstaaten des Persischen Golfs, mit Ausnahme des Iran. Sie wurde im Mai 2016 hauptsächlich zur weiteren und professionellen Organisation des Golfcup-Turniers, des ältesten Wettbewerbs der Region, gegründet. Scheich Hamad bin Khalifa bin Ahmed Al Thanifa aus Katar wurde zum ersten Präsidenten ernannt.

## Mitglieder
| Land                         | Verband                                   |
| ---------------------------- | ----------------------------------------- |
| Bahrain                      | Bahrain Football Association              |
| Irak                         | Iraqi Football Association                |
| Jemen                        | Yemen Football Association                |
| Katar                        | Qatar Football Association                |
| Kuwait                       | Kuwait Football Association               |
| Oman                         | Oman Football Association                 |
| Saudi-Arabien                | Saudi Arabian Football Federation         |
| Vereinigte Arabische Emirate | United Arab Emirates Football Association |

## Wettbewerbe
- Golfpokal
- Golf Club Champions League